# Muscari sandrasicum
Muscari sandrasicum är en sparrisväxtart som beskrevs av Karlén. Muscari sandrasicum ingår i släktet pärlhyacinter, och familjen sparrisväxter. Inga underarter finns listade i Catalogue of Life.